# 이화여자대학교 의료원
이화여자대학교 의료원은 이화여자대학교 부속 대학병원과 이화여자대학교 의과대학을 총괄하는 학교법인 이화학당 산하 조직이다. 원래 흥인지문 인근에 의과대학과 이대동대문병원이 있었지만 1993년에 목동으로 대학병원과 의과대학을 이전하고 이대목동병원을 설립하였다. 2019년 마곡지구에 이대서울병원을 개원하고 의과대학을 목동에서 마곡으로 이전하였다. 

## 병원
- 이대서울병원
- 이대목동병원
- 이대여성암병원
- 이대여성건진센터
- 이화의료원 김포국제공항의원

## 연구기관
- 이화융합의학연구원
- 이화임상시험센터
- 이대 여성암 정복 특성화 연구센터

## 대학
- 이화여자대학교
- 이화여자대학교 의과대학
- 이화여자대학교 간호대학
- 이화여자대학교 의학전문대학원

## 연혁
- 1887년 : 의료원의 전신인 동대문부인진료소 설립
- 1993년 : 의과대학을 목동으로 이전, 이대목동병원 개원
- 2008년 : 이대동대문병원 폐원
- 2011년 : 서울특별시 서남병원 위탁 운영 개시
- 2017년 : 서울특별시 서남병원 위탁 운영 종료
- 2019년 : 이대서울병원 개원, 의과대학 이전